# Geografía de Mongolia

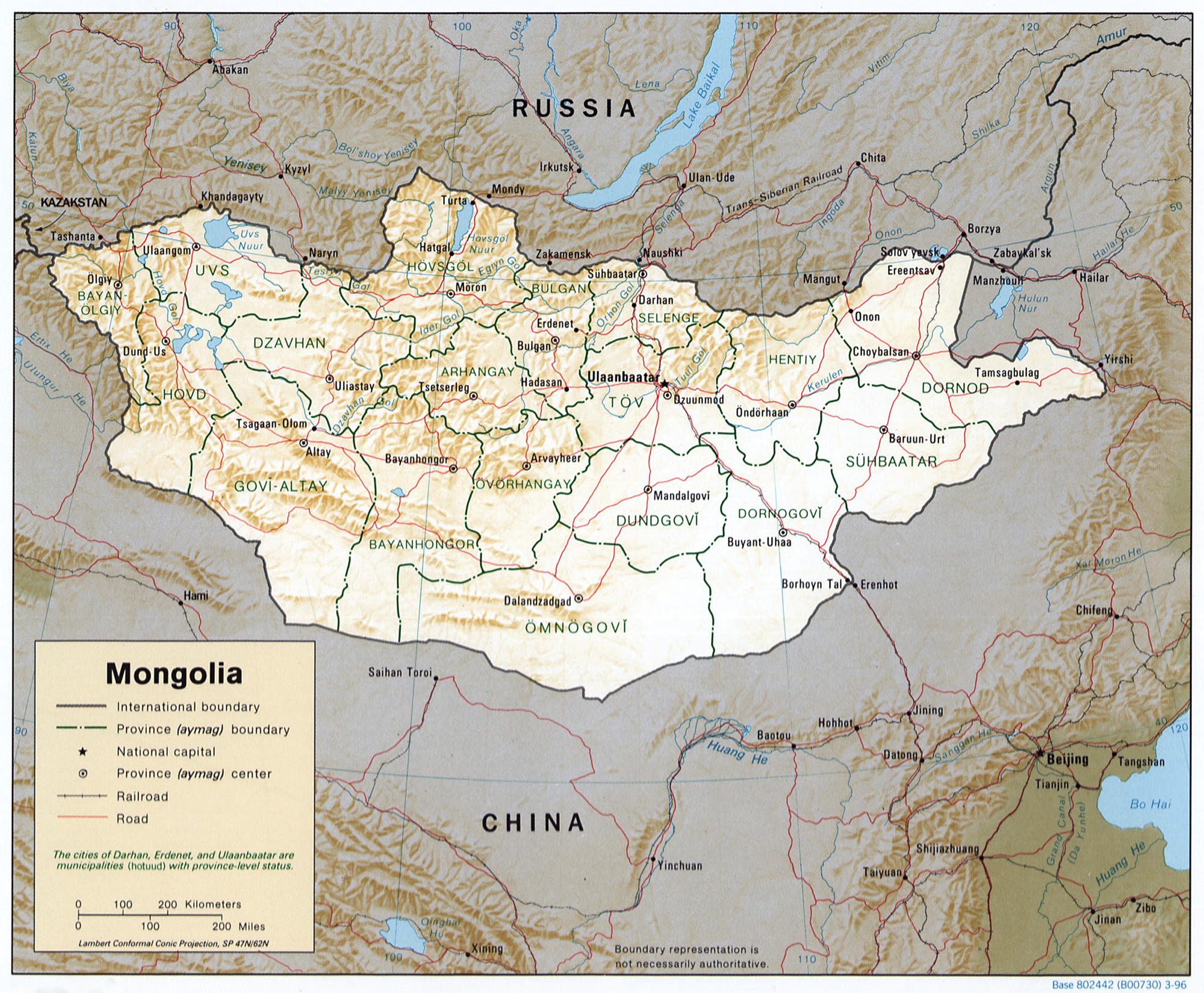
El mapa muestra las ciudades más grandes y los países vecinos a Mongolia.

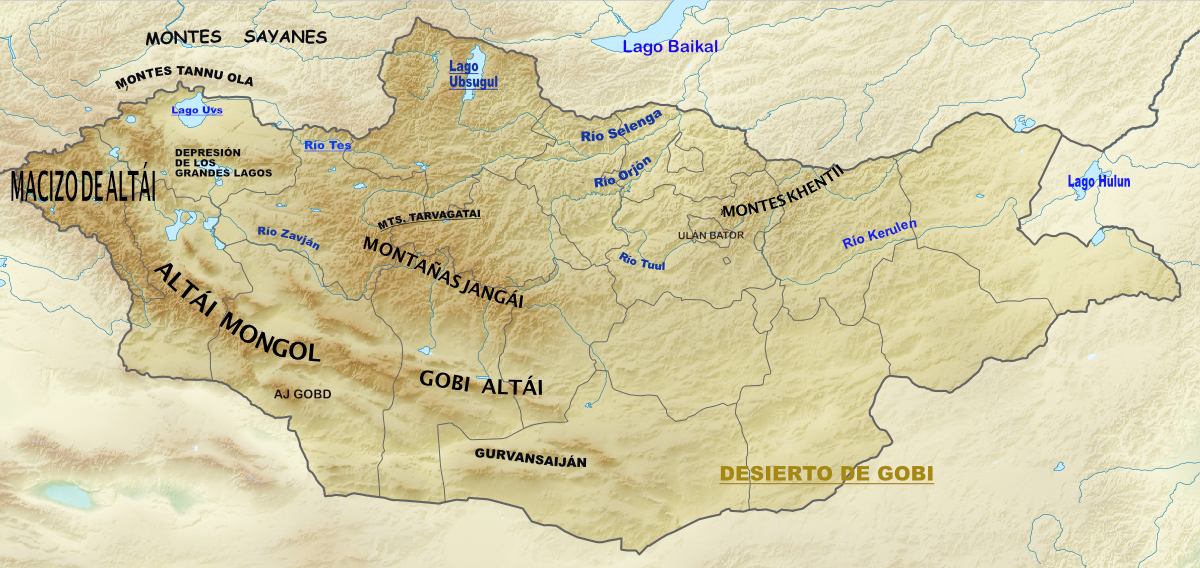
Mapa topográfico de Mongolia, con los principales accidentes geográficos. Se observan las tres principales cordilleras el país, en la mitad oeste: el macizo de Altái; la cordillera de Jangái en el centro; y los montes Jenti en el nordeste. Los lagos también se concentran en la zona occidental, mientras que la meseta se extiende por la oriental y los ríos principales se hallan en la mitad norte del país.

Mongolia es una república situada entre Rusia y China, con una extensión en torno a 1.565.000 km², poco más de tres veces la extensión de España, una forma ovalada con 2392 km de oeste a este y 782 km de norte a sur, y una población estimada en 2020 de 3.278.000 personas, con una densidad de 2 hab/km², una de las más bajas del mundo. La mayor parte del territorio de Mongolia está compuesto por mesetas, rodeadas de cadenas montañosas en el norte y en el oeste. La altitud media es de unos 1580 m. Los montes Altái se encuentran en el oeste, del que forma parte el pico Juiten, de 4373 m, el punto más elevado del país. Desde aquí, la altitud disminuye progresivamente hacia el sur y el este. El punto más bajo del país, situado en el sur, tiene una altitud superior a los 500 m. La taiga cubre áreas extensas del norte del país.  El desierto de Gobi cubre una amplia extensión del sur y del este. El resto del país se encuentra cubierto por estepas.
El paisaje en las tres cuartas partes del país consiste en pastos, que albergan grandes rebaños. El área restante se divide entre bosques y desiertos estériles, con una pequeña fracción de tierras cultivadas. En el extremo norte se encuentra uno de los mayores lagos de agua dulce de Asia, el lago Ubsugul, además de numerosos lagos salinos, marjales, dunas, praderas onduladas, bosques alpinos y glaciares montañosos permanentes. El norte y el oeste de Mongolia son zonas sísmicas activas, con frecuentes terremotos, manantiales termales y volcanes extintos. El punto más cercano al mar se halla a 645 km en el extremo oriental del país.

## Relieve

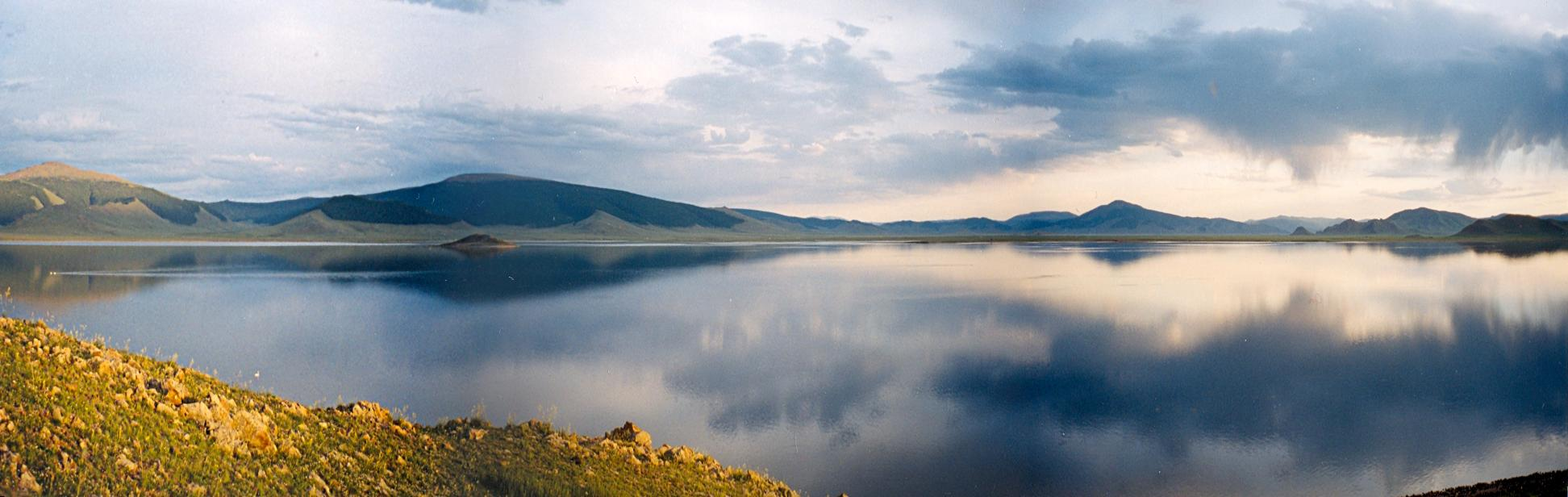
Lago Terjiin Tsagaan Nuur en las montañas Jangái

Mongolia se divide en tres áreas topográficas principales, las cadenas montañosas que dominan el norte y el oeste, las cuencas que se encuentran entre estas y el enorme cinturón de mesetas se extiende al sur y al este.
En Mongolia hay tres grandes cordilleras: el macizo de Altái, que se extiende por el oeste y suroeste del país en dirección noroeste-sureste; las montañas Jangai, orientadas también del noroeste hacia el sureste y que ocupan gran parte del centro y centro-norte del país, y las montañas de Jentii, cerca de la frontera con Rusia, al noreste de Ulán Bator.

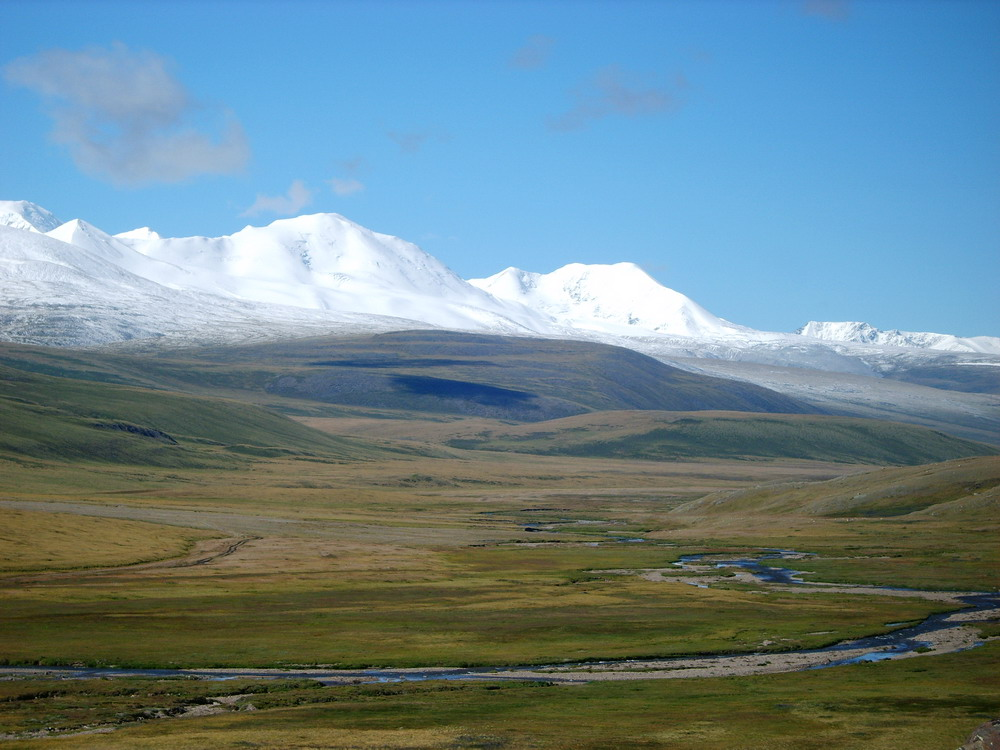
Macizo de Tavan Bogd visto desde la meseta de Ukok, en la parte rusa de los montes Altái.

#### Macizo de Altái
El macizo de Altái, que comprende las montañas más altas y es el que ocupa mayor superficie, se extiende por Rusia, China, Mongolia y Kazajistán. El macizo principal se encuentra en la confluencia de Rusia, Kazajistán y Mongolia, en el noroeste de Mongolia. Desde este último país, los montes Altái se ramifican hacia el sudeste siguiendo la frontera con China a lo largo de 400 km en lo que se llaman Altái mongoles, y luego se desvía hacia el sudeste a lo largo de otros 725 km, adentrándose en forma de colinas cada vez más suaves en el desierto de Gobi. Hay unos veinte picos con nieves eternas en los Altái mongoles, entre ellos el más alto de esta cadena montañosa, el pico Juiten, de 4374 metros, seguido del Mönj Jairjan (4204 m), el Sutai Jairjan (4226 m) y el Tsambagarav jairjan (4195 m).
En la zona más elevada, en el extremo occidental, al sur del macizo de Tavan Bogd, se encuentra el parque nacional Altái Tavan Bogd, de 6362 km², que incluye los lagos de Jotón, Jurgán y Dayan y los cinco picos más elevados del país. Junto a este, se halla el parque nacional Siiljem, en la parte mongola de las montañas Siiljem, al nordeste de las mesetas de Tavan Bogd y Ukok, en el extremo occidental de los montes Sayanes. La elevación media de este parque es de 2500-2700 m y está dividido en dos zonas, la A cubre la parte norte de la sierra de Altái Argali, y la zona B se protege como hábitat del leopardo de las nieves. La vegetación oscila entre la estepa y el bosque mixto, y hay numerosos restos arqueológicos.
La zona mongola de los montes Altái es mucho más seca y árida que las orientadas a las zonas china y kazaja, que están cubiertas de bosques.
En los montes Altai y el Gobi-Altai de Mongolia existen mesetas que representan superficies aplanadas del Jurásico que han sido elevadas y preservadas hasta nuestros dias.

#### Montañas Jangái
Las montañas de Jangái están orientadas de noroeste a sudeste y se encuentran cerca el centro del país. Son montañas de aparición anterior a las del Altái, más erosionadas y de menor altura, con muchos bosques y laderas suaves cubiertas de pastos alpinos. Las cimas más altas alcanzan los 3700 m, con una sobresaliente, el Otgontenger, de 4025 m, en el noroeste. Al norte, los montes Tannu-Ola de Siberia y los montes Sayanes marcan el límite con Rusia.

#### Montañas Jenti
La tercera cadena, las montañas de Jenti, en el nordeste, se extienden de sudoeste a nordeste, y entran en Siberia. La cima más alta es el Asraltjairjan, de 2800 m, pero en general no superan los 2131 m. En el extremo sudoeste se encuentra Ulán Bator. La cordillera del Gran Jingán se alza en la frontera oriental dentro de China.

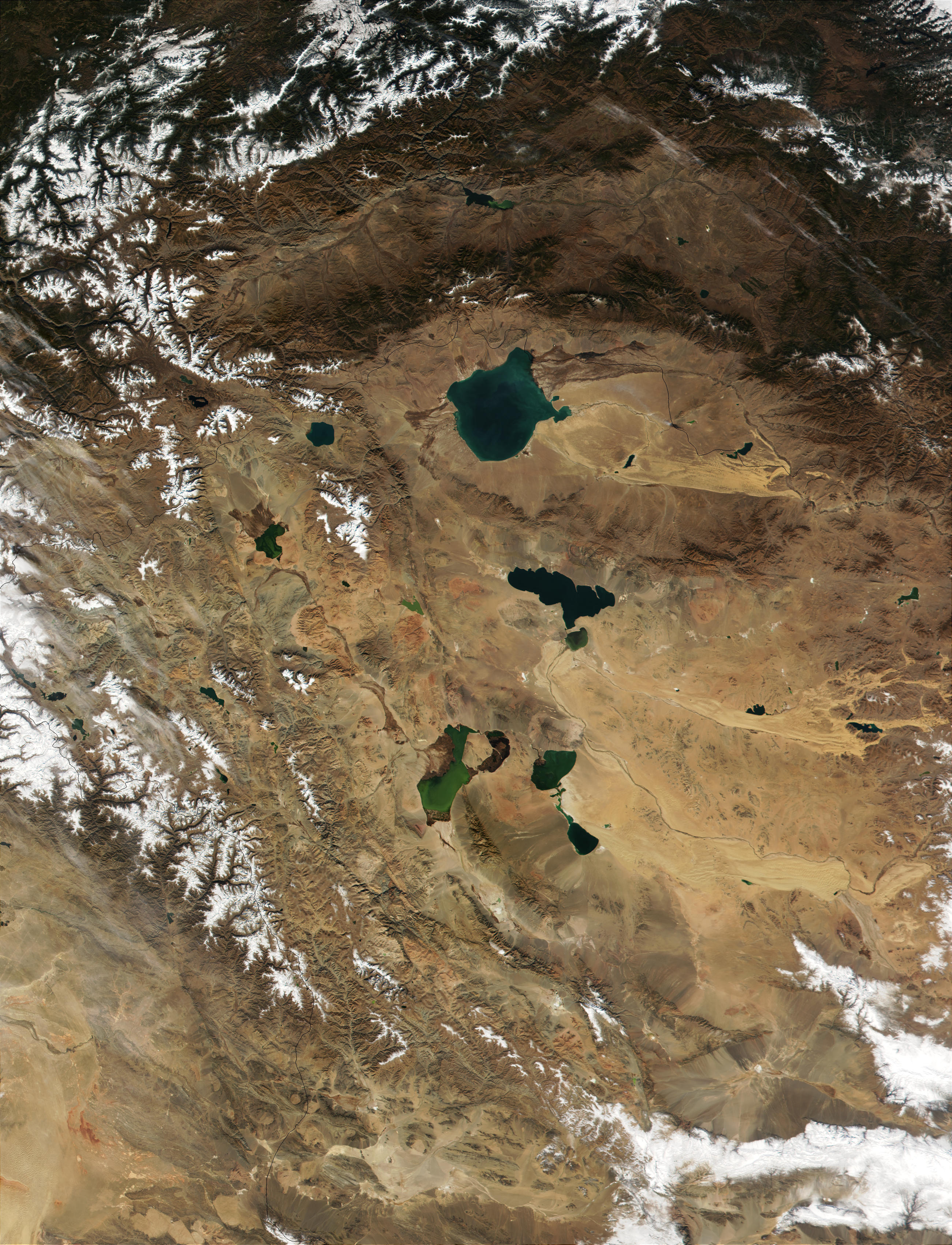
Depresión de los Grandes Lagos, entre Mongolia, al sur, y Rusia, en el extremo norte.

#### Cuencas septentrionales y depresión de los grandes lagos
Alrededor y entre las montañas principales hay una serie de importantes cuencas. Al norte se encuentra la depresión de los Grandes Lagos. Con más de trescientos lagos, está limitada por los montes Altái (oeste), los montes Jangái (este) y los montes Tannu-Ola (norte). Tiene una longitud, de norte a sur, de 500 km, y, de este a oeste, de 400 km. Una pequeña parte se encuentra en Rusia. Contiene seis grandes lagos de Mongolia —Uvs Nuur (salino), Jar-Us Nuur (agua dulce), Jiargas Nuur (salino), Jar Nuur (agua dulce), Airag Nuur (agua dulce) y Dörgön Nuur (salino)—, así como una serie de otros lagos más pequeños. La depresión es una de las principales cuencas de agua dulce de Mongolia y contiene importantes humedales de Asia central.
Otra cuenca se halla entre las vertientes orientales de las montañas Jangái y los piedemontes occidentales de las montañas Jenti. La parte meridional de las cuencas de los ríos Tuul y Orjón es uno de las más fértiles de Mongolia.
En el flanco norte de las montañas Jangái hay una docena de volcanes extintos, como el Jorgo, y numerosos lagos volcánicos. La zona está atravesada por gargantas y ríos turbulentos. Las fuentes del rio Orjón se hallan también en un zona volcánica, con profundos respiraderos y manantiales de aguas termales. Algunos macizos redondeados contienen conos discernibles de conos volcánicos. 

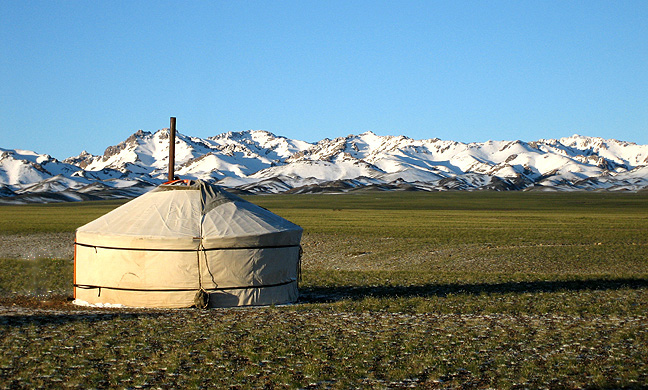
Una yurta en las montañas Gurvan Saijan.

#### La meseta y los desiertos
Gran parte del este de Mongolia está ocupado por una llanura formada por colinas onduladas. En la zona de los dariganga, un subgrupo étnico mongol que vive en la provincia de Sühbaatar en el extremo oriental, hay unos 220 volcanes extintos. Gran parte de la zona merididonal del país es una vasta llanura, con algunos oasis, en el borde septentrional del desierto de Gobi. Ocasionalmente, aparecen relieves formados por antiguas sierras erosionadas y grupos de columnas basálticas en el centro y este. Al sur de Gobi hay una cadena, Gurvan Saikhan (las tres bellezas), conocida por los fósiles de dinosaurios encontrados en Bayanzag y Nemegt. En la garganta de Yolyn Am o valle de Lammergeier, en estas montañas, hay un pequeño glaciar en el parque nacional de Gobi Gurvansaiján.
La zona más baja del país es una depresión orientada del suroeste al noreste que se extiende desde la región del desierto de Gobi en el sur hasta la frontera oriental.

## Ríos

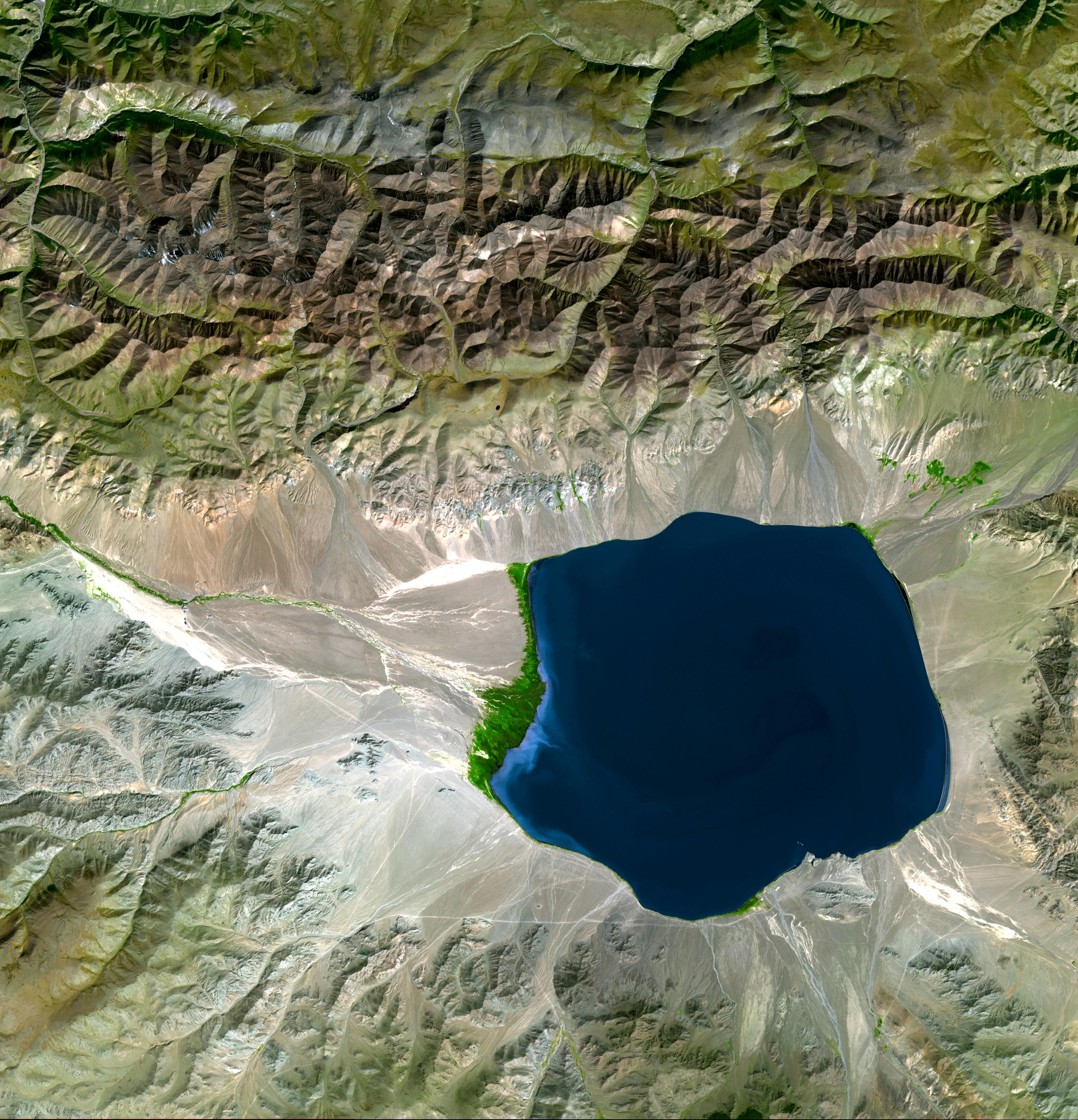
El lago Üüreg, en la parte occidental del país, ubicado en la depresión de los Grandes Lagos, en la que desembocan gran parte de los ríos del oeste de Mongolia.

Los ríos mongoles se agrupan en tres categorías según dónde desembocan: 
- la que incluye los que lo hacen en el norte, en el océano Ártico;
- la que engloba a los que alcanzan el Pacífico, al este;
- y los que forman cuencas endorreicas en los desiertos y en las depresiones de Asia Central.

Abundan más en el norte, y la cuenca principal es la del río Selengá, que desemboca en el lago Baikal. Algunos afluentes menores del Yeniséi, río siberiano, nacen en las montañas del noroeste. Otros ríos del noreste son afluentes del Argún y del Amur (Heilong Jiang), que acaban desaguando en el Pacífico. Los ríos, poco caudalosos y arroyos del sur y del oeste no llegan al mar, sino que desembocan en lagos o se pierden en el desierto. Los occidentales suelen desembocar en la depresión de los Grandes Lagos, el lago Hulun, el Ulaan o el Ulungur.

## Clima

Regiones climáticas de Mongolia según la clasificación climática de Köppen.

Mongolia es alta, fría y seca. Tiene un clima continental extremo, con inviernos largos y fríos y veranos cortos, durante los cuales se concentra la mayoría de las precipitaciones. El país tiene un promedio de 257 días despejados al año, y suele encontrarse en el centro de una región de alta presión atmosférica. Las lluvias son más abundantes en el norte, que tiene un promedio de 200 a 350 milímetros por año, y lo son menos en el sur, que recibe de 100 a 200 milímetros. En el extremo sur del país se halla el desierto de Gobi, en algunas de cuyas regiones nunca llueve. 
El nombre de Gobi es una palabra mongola que significa desierto, depresión, ciénaga salina o estepa, pero que por lo general se refiere a una categoría de zonas áridas con vegetación insuficiente para albergar marmotas, pero con la suficiente para que vivan en ellas los camellos. Los pastizales del Gobi son frágiles y se destruyen fácilmente por el sobrepastoreo, que causa la expansión del desierto propiamente dicho, un gran yermo pedregoso, donde ni siquiera los camellos bactrianos pueden sobrevivir. La temperatura media en la mayor parte del país está por debajo del punto de congelación de noviembre a marzo, y en torno a él entre abril y octubre. En enero y febrero hay un promedio de −20 °C (−4 °F). En las noches invernales, se pueden alcanzar hasta los −40 °C (−40 °F). En cuanto a las temperaturas máximas, se dan en el verano: se llega a los 38 °C (100,4 °F) en la región sur del Gobi y a los 33 °C (91,4 °F) en Ulán Bator. 
La mayor parte de Mongolia está cubierta por permafrost estacional (a gran altura se encuentra el permafrost permanente), lo complica la construcción de carreteras, la minería y la edificación. Todos los ríos y lagos de agua dulce se congelan en el invierno, y los arroyos con frecuencia se congelan completamente. 
Ulán Bator se encuentra a 1351 metros sobre el nivel del mar, en el valle del río Tuul. Situado en el norte, con lluvias relativamente copiosas, recibe un promedio anual de 310 milímetros (120 mm) de precipitación, casi toda ella en julio y en agosto. Ulán Bator tiene una temperatura promedio anual de −2.9 °C (26,8 °F); en media se halla libre de heladas desde mediados de junio hasta finales de agosto.
El clima de Mongolia se caracteriza por la extrema variabilidad y cambios bruscos de tiempo en el verano, y los promedios multianuales ocultan grandes variaciones en las precipitaciones, las fechas de heladas y los casos de ventisca y tormentas de polvo de primavera. Ese tipo de clima plantea serios desafíos a la supervivencia humana y del ganado. Las estadísticas oficiales indican que menos del 2 % de la superficie del país es cultivable, del 8 a 10 % está cubierta por bosques, y el resto la ocupan pastos o el desierto. 
Los cereales (principalmente el trigo) se cultivan en los valles del sistema fluvial del río Selengá, en el norte; las cosechas fluctúan considerablemente y de manera impredecible como resultado de la abundancia o escasez de lluvias, el momento en que se dan y las  heladas.
Aunque los inviernos son generalmente fríos y claros, en algunos de ellos, denominados zud en mongol, las condiciones climáticas extremas (celliscas, frío extremo, sequía y lluvias gélidas) impiden el pastoreo y acaban con decenas de miles de ovejas y vacas. Estas pérdidas de cabezas de ganado, inevitables y consecuencia del clima de la región, desbaratan los planes de aumentar la cabaña.

## Ecorregiones
- Montes Altái (bosques, montanos y bosques de estepa)
- Montes Jangai (montañas de bosques y de coníferas)
- Selenga-Orkhon (bosques de estepa)
- Sayan (bosques de coníferas de montaña)
- Bosques de coníferas Trans-Baikal
- Dauriana (estepa forestal Mongolia)
- Pastizales Altái (prado alpino y tundra)
- Montañas Jangai (prado alpino)
- Sayan (prados alpinos y la tundra)
- Meseta Alashan (meseta semidesértica)
- Desierto de Gobi (lagos del Valle de Gobi y estepa desértica)
- Grandes Lagos (estepa desértica)
- Cuenca de Junggar (semi-desierto)

## Áreas protegidas de Mongolia

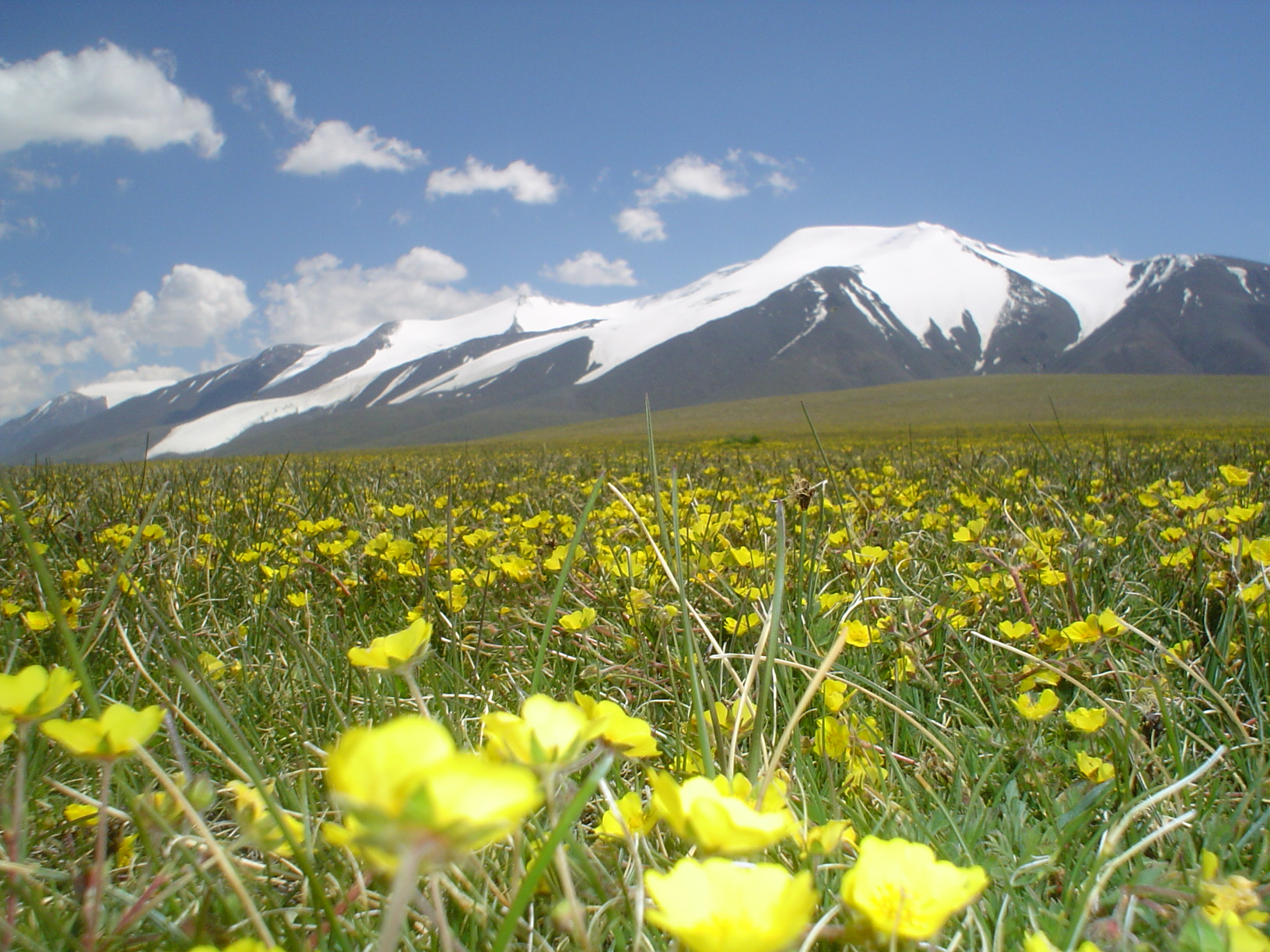
Parque nacional de Tsambagarav Uul

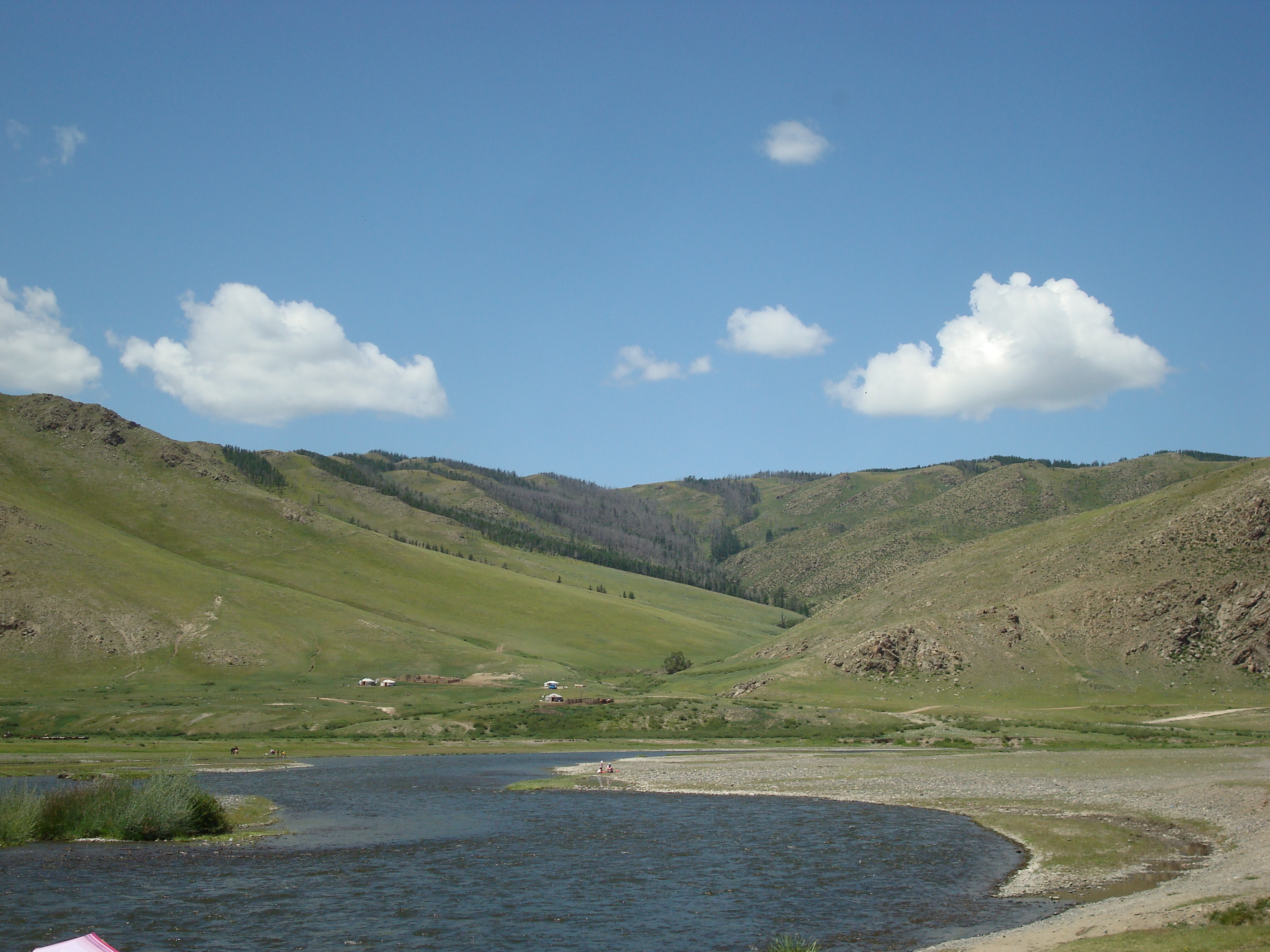
Parque nacional de Khangai Nuruu

En Mongolia hay 109 zonas protegidas, que cubren 310.015 km², el 19,8% del territorio, 1.565.864 km², divididas en 31 parques nacionales, 32 reservas naturales, 14 áreas estrictamente protegidas y 13 monumentos naturales. Además, hay 6 reservas de la biosfera de la Unesco, 2 sitios patrimonio de la humanidad y 11 sitios Ramsar.

#### Parques nacionales
- Parque nacional de Gobi Gurvansaiján, 26.971 km²
- Parque nacional de Gorkhi-Terelj, 2920 km²
- Parque nacional de Altai Tavan Bogd, 6561 km²
- Parque nacional de Jar Us Nuur, 8779 km²
- Parque nacional de Khan-Khokhi Khyargas, 2216 km²
- Parque nacional de Khangai Nuruu, 9066 km²
- Parque nacional de Khustain Nuruu, 576 km²
- Parque nacional de Onon-Balj, 2924 km²
- Parque nacional de Tarvagatai Nuruu, 8885 km²
- Parque nacional de Tsambagarav Uul, 1137 km²
- Parque nacional de Khorgo-Terkhiin, 851 km²
- Parque nacional de Khuvsgul nuur, 11756 km²
- Parque nacional de Noyon khangai, 566 km²
- Parque nacional de Siilkhemiin nuruu /A/, 699 km²
- Parque nacional de Khugnu-Tarna, 841 km²
- Parque nacional de Moltsog Els, 4,88 km²
- Parque nacional de Ikh Bogd uul, 2628 km²
- Parque nacional de Tujiin nars, 708 km²
- Parque nacional de Orkhonii khundii, 927 km²
- Parque nacional de Ulaagchinii khar nuur, 2594 km²
- Parque nacional de Mongol els, 2713 km²
- Parque nacional de Tengis-Shishged goliin ai sav, 8757 km²
- Parque nacional de Myangan-Ugalzat, 3037 km²
- Parque nacional de Bulgan gol-Ikh Ongog, 2460 km²
- Parque nacional de Munkhkhairkhan-Uenchiin khavtsal, 5060 km²
- Parque nacional de Chigertein golin ai sav, 1671 km²
- Parque nacional de Undurkhaan uul, 88,2 km²
- Parque nacional de Zag Baidragiin goliin ekhen sav, 1163 km²
- Parque nacional de Dariganga, 3672 km²
- Parque nacional de Tesiin gol Bulnain nuruu, 3696 km²
- Parque nacional de Ikh gazriin chuluu, 1759 km²

#### Áreas estrictamente protegidas
- Khasagt Khairkhan uul, 267 km²
- Gobiin ikh /A/, 46.333 km²
- Bogd Jan Uul, 422,7 km²
- Dornod Mongol, 5133 km²
- Numrug, 5877 km²
- Khan Khentii, 17481 km²
- Khukh Serkhiin nuruu, 757 km²
- Mongol daguur /B/, 1029 km²
- Otgontenger, 1927 km²
- Altan els, 1502 km²
- Gobiin baga /A/, 11478 km²
- Khoridol-Saridag, 2266 km²

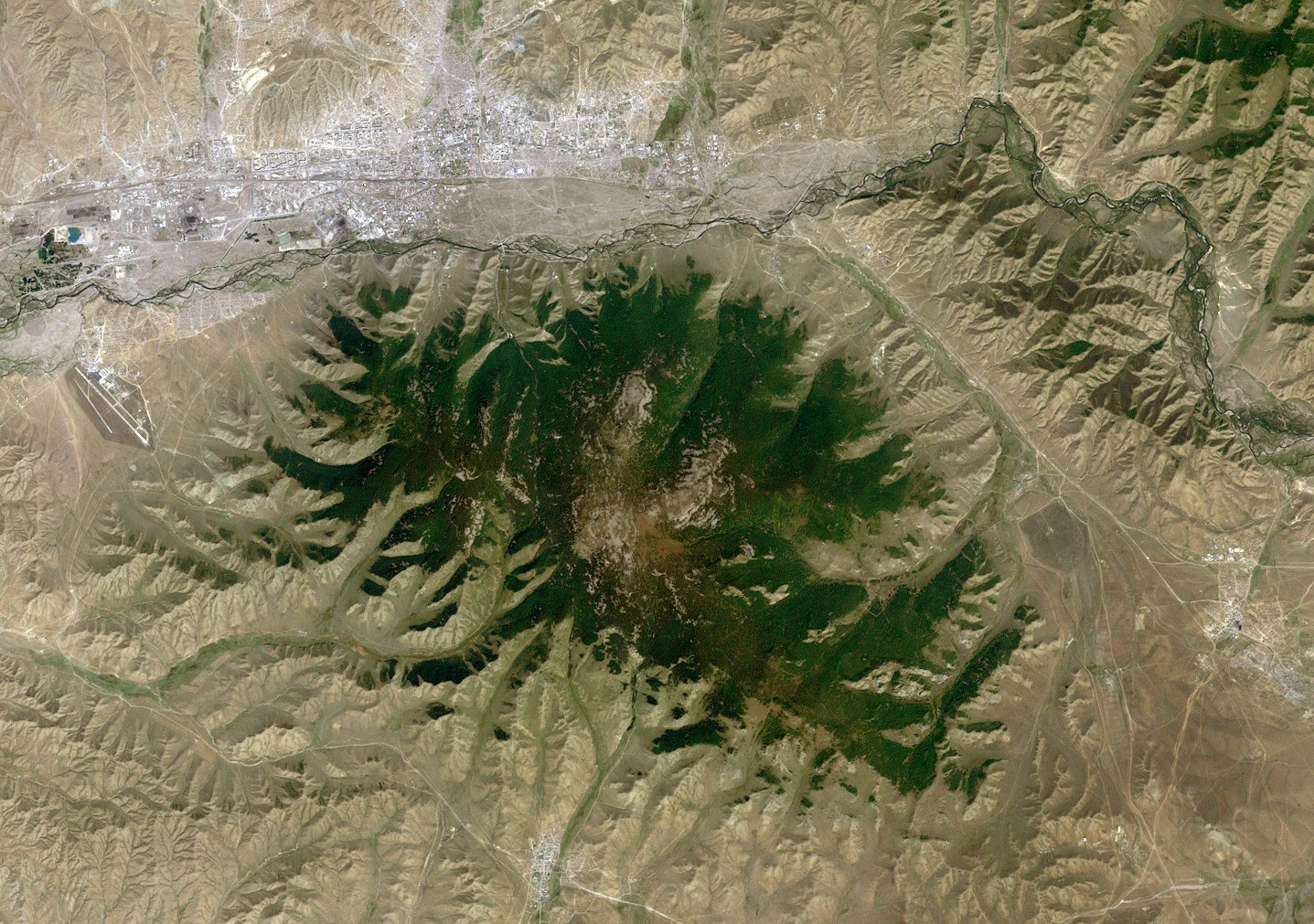
Área estrictamente protegida de Bogd Khan Uul, cerca de Ulan Bator.

- Zed-Khantai-Buteeliin nuruu, 6042 km²
- Ulaan Taiga, 4317 km²

## Sitios Ramsar

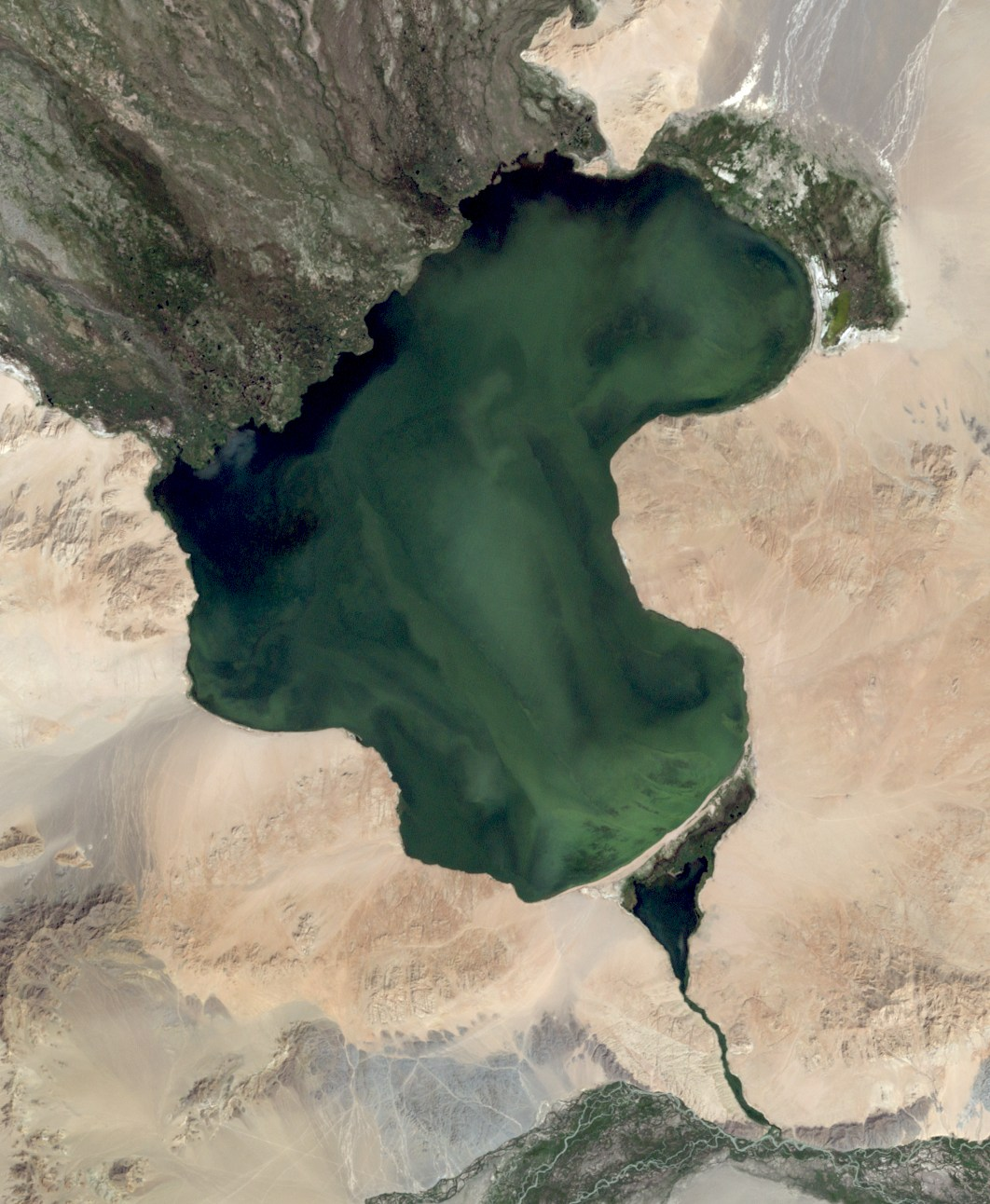
Lago Achit, sitio Ramsar.

En Mongolia hay 11 sitios considerados humedales de importancia internacional que ocupan una superficie de 14.395 km².
- Lago Airag, 450 km², 48°52′N 93°25′E
- Lago Achit y humedales adyacentes, 737 km², 49°40′N 90°34′E
- Lago Ganga y humedales adyacentes, 32,8 km², 45°15′N 114°00′E
- Lago Buir y humedales adyacentes, 1040 km², 47°48′N 117°40′E
- Lago Uvs y humedales adyacentes, 5.850 km², 50°19′N 92°45′E
- Mongol Daguur, 2100 km², 49°42′N 115°06′E.[8]
- Lagos en el valle del río Khurkh-Khuiten, 429 km², 48°18′N 110°34′E.[9]
- Parque nacional de Jar Us Nuur, 3232 km², 47°58′N 92°49′E
- Lago Terhiyn Tsagaan, 61 km², 48°10′N 99°43′E
- Valle de los lagos, 456 km², 45°18′N 100°07′E

## Etnias de Mongolia y demografía

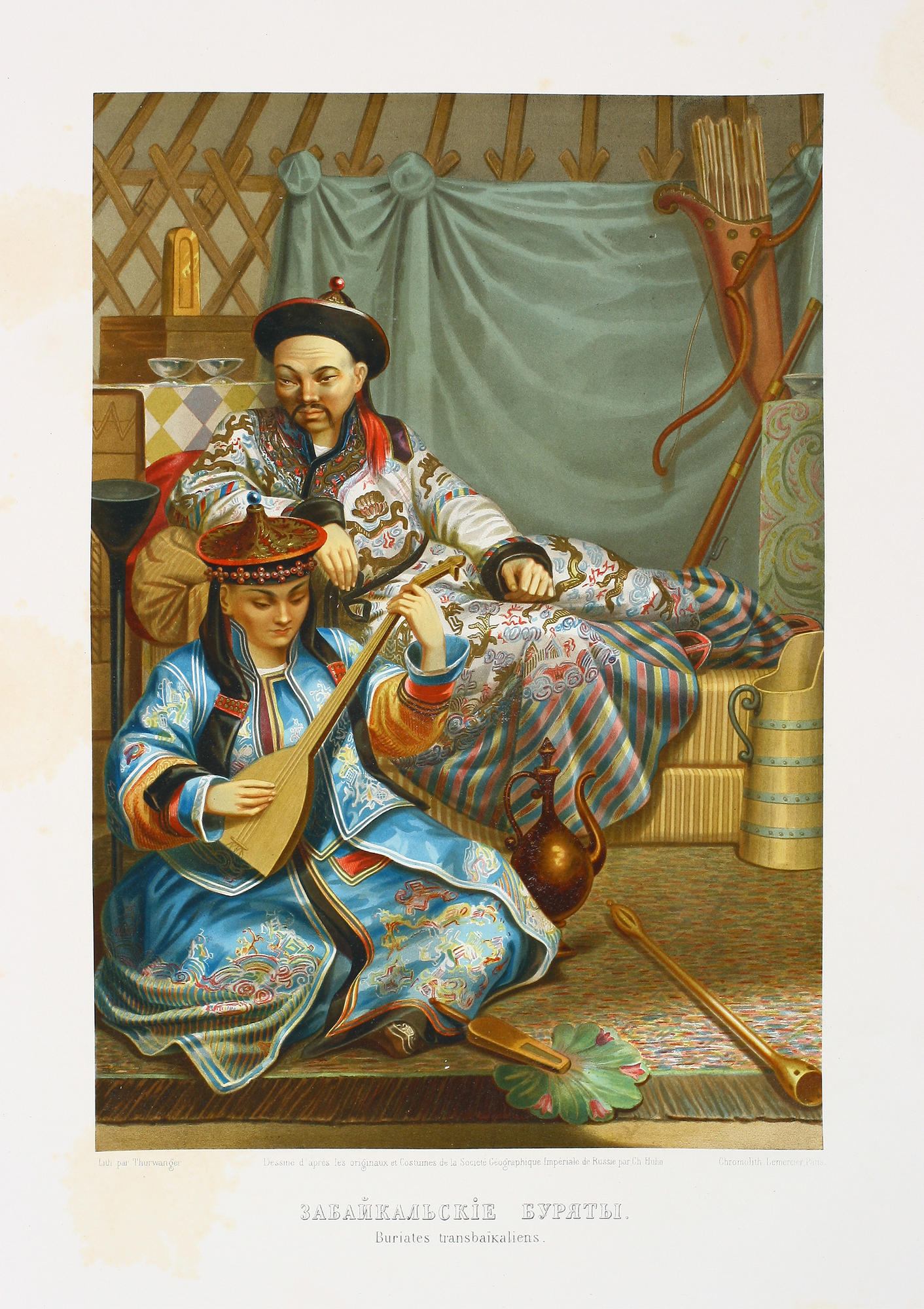
Buriatos en una pintura de 1840

La población estimada de Mongolia en 2020 era de 3.278.290 personas, con una baja densidad de población de 2 hab/km². La mayor parte de la población es de etnia khalkha o jalja, que se consideran herederos de Gengis Kan, un 84,5% de la población. El resto son kazajos (3,9%), dorvod o dörbet (2,4%), bayatos (1,7%), buriatos (1,3%), zakhchin (1%), y otros (5,2%).
Mongolia es uno de los países con menor densidad de población del mundo. La lengua dominante es el mongol (90%), del cual predomina el dialecto jarja. Le siguen el tártaro y el ruso. En cuanto a religiones, la mayoritaria es el budismo (53%), seguida del islam (3%), el chamanismo (2,9%), el cristianismo (2,2%) y otras 0,4%; el 38,6% no se declara practicante. La edad media es de 29,8 años, con una tasa de crecimiento del 0,99%, relativamente baja, con una fertilidad de 2 hijos por mujer. La tasa de nacimientos era de 16,6 por mil habitantes y la de defunciones de 6,3 en 2020. El 68,7% de la población vive en ciudades. La esperanza de vida es de 70,8 años, 66,6 para los hombres y 75,2 para las mujeres.